# Erich Bey
Erich Bey, né le 23 mars 1898 à Hambourg et mort le 26 décembre 1943 au Cap Nord, est un contre-amiral allemand durant la Seconde Guerre mondiale.

## Biographie
Bey rejoint la Kaiserliche Marine le 13 juin 1916 et sert dans un destroyer durant la Première Guerre mondiale. Il poursuit sa carrière avec la montée du parti nazi au pouvoir en Allemagne ; au début de la Seconde Guerre mondiale, il est nommé commandant.
Bey conduit la 4e Flottille de destroyers, comprenant les destroyers Z 11 Bernd von Arnim, Z 12 Erich Giese et Z 13 Erich Koellner, dans le cadre de la force du Commodore Friedrich Bonte pour l'occupation de Narvik lors de l'invasion allemande de la Norvège le 9 avril 1940. Durant la bataille de Narvik du 10 avril et le 13 avril, Bey se distingue en menant un petit groupe de destroyers contre la Marine royale qui comprenait le cuirassé HMS Warspite.
Bey reçoit la Croix de chevalier de la croix de fer le 9 mai 1940. Le lendemain, il est promu au grade de capitaine et nommé commandant de la force de destroyer allemand (Führer der Zerstörer), succédant au Commodore Bonte, qui tué le 10 avril durant la bataille de Narvik.
Bey ordonne un écran de destroyers pour protéger les navires du Groupe Brest (le Scharnhorst, le Gneisenau et le Prinz Eugen) lors de l'opération Cerberus (le "Dash Channel") en février 1942. Parmi les trois navires, le Scharnhorst a subi d'importants dommages, après avoir touché une mine navale vers Douvres.
Promu au grade de contre-amiral, le jour de Noël, le 25 décembre 1943, Bey dirige un groupe de travail composé du cuirassé Scharnhorst et des navires Z 29 (en), Z 30 (en), Z 33 (en), Z 34 (en) et Z 38 (en) lors de l'opération Ostfront. La première et la seule sortie ordonnée par Karl Dönitz, l'objectif de Bey était d'intercepter le convoi JW-55B en route pour Mourmansk.
La force initiale commandée par Bey totalise cinq destroyers. Le mauvais temps, la mer déchaînée et l’inadéquation des avions de reconnaissance de la Luftwaffe empêchent Bey de localiser le convoi. La tempête signifie que les destroyers sont inutiles dans la bataille. Bey décèle correctement la position ennemie et le Scharnhorst localise le convoi. Dans le premier engagement de la bataille du cap Nord, alors qu'il échange des tirs avec les croiseurs de dépistage du convoi britannique, le radar du Scharnhorst est détruit par un coup au but, le rendant aveugle. Il se trouve ensuite sous le feu du HMS Duke of York et subit des dégâts majeurs, puis coule de plusieurs torpilles tirées par les croiseurs britanniques.
Les navires de la Marine royale sortent trente-six marins allemands vivants de l'équipage du Scharnhorst de la mer glaciale, pas un seul d'entre eux n'est officier. Selon l'un de ces marins, il a vu le capitaine Fritz Hintze et l'amiral Bey se faire leurs adieux avec une poignée de main. Bey est vu dans l'eau : il n'est retrouvé.